# Gnophomyia diazi
Gnophomyia diazi är en tvåvingeart som beskrevs av Alexander 1937. Gnophomyia diazi ingår i släktet Gnophomyia och familjen småharkrankar. Inga underarter finns listade i Catalogue of Life.